# Crab Creek
La Crab Creek est un cours d'eau de 262 kilomètres de long dans l'État de Washington aux États-Unis.
Il est l'un des rares ruisseaux pérennes dans le bassin du Columbia du centre de Washington, qui s'écoule du nord-est du plateau du Columbia, à environ 5 kilomètres à l'est de Reardan, avant de se jeter dans le fleuve Columbia.
Son cours permet d'observer de nombreux exemples de l'érosion des inondations de Missoula à la fin du Pléistocène.
La Crab Creek et sa région ont été transformées par l'irrigation à grande échelle du Columbia Basin Project du Bureau of Reclamation, qui a élevé les niveaux de l'eau, allongeant considérablement le cours de la Crab Creek et créant de nouveaux lacs et ruisseaux.